# Gongylosoma
Gongylosoma är ett släkte av ormar. Gongylosoma ingår i familjen snokar.
Arterna är med en längd upp till 75 cm små ormar. De förekommer på Malackahalvön. Individerna vistas i kulliga landskap nära vattendrag. De jagar groddjur, ödlor och ryggradslösa djur. Antagligen lägger honor ägg.
Arter enligt Catalogue of Life och The Reptile Database:
- Gongylosoma baliodeirus
- Gongylosoma longicauda
- Gongylosoma mukutense
- Gongylosoma nicobariensis
- Gongylosoma scripta